# Велики Острос
Велики Острос је насеље у општини Бар у Црној Гори. Према попису из 2003. било је 416 становника (према попису из 1991. било је 623 становника).

## Демографија
У насељу Велики Острос живи 324 пунолетна становника, а просечна старост становништва износи 41,4 година (40,7 код мушкараца и 42,0 код жена). У насељу има 115 домаћинстава, а просечан број чланова по домаћинству је 3,62.
Ово насеље је великим делом насељено Албанцима (према попису из 2003. године), а у последња три пописа, примећен је пад у броју становника.
|  |

| Демографија | Демографија | Демографија |
| Година      | Становника  | Становника  |
| ----------- | ----------- | ----------- |
|             |             |             |
|             |             |             |
|             |             |             |
|             |             |             |
| 1948.       | 601         |             |
| 1953.       | 575         |             |
| 1961.       | 611         |             |
| 1971.       | 638         |             |
| 1981.       | 639         |             |
| 1991.       | 623         | 560         |
| 2003.       | 654         | 416         |
|             |             |             |
|             |             |             |

| Етнички састав према попису из 2003.‍ | Етнички састав према попису из 2003.‍ | Етнички састав према попису из 2003.‍ | Етнички састав према попису из 2003.‍ | Етнички састав према попису из 2003.‍ |
| ------------------------------------ | ------------------------------------ | ------------------------------------ | ------------------------------------ | ------------------------------------ |
|                                      |                                      |                                      |                                      |                                      |
| Албанци                              | Албанци                              |                                      | 413                                  | 99,27%                               |
| непознато                            | непознато                            |                                      | 3                                    | 0,72%                                |

| \| \| м \| \| \| ж \| \| ? \| 6 \| \| \| 5 \| \| 80+ \| 10 \| \| \| 5 \| \| 75—79 \| 9 \| \| \| 10 \| \| 70—74 \| 8 \| \| \| 11 \| \| 65—69 \| 13 \| \| \| 10 \| \| 60—64 \| 9 \| \| \| 21 \| \| 55—59 \| 9 \| \| \| 14 \| \| 50—54 \| 12 \| \| \| 11 \| \| 45—49 \| 20 \| \| \| 18 \| \| 40—44 \| 15 \| \| \| 14 \| \| 35—39 \| 9 \| \| \| 12 \| \| 30—34 \| 12 \| \| \| 14 \| \| 25—29 \| 8 \| \| \| 8 \| \| 20—24 \| 12 \| \| \| 9 \| \| 15—19 \| 18 \| \| \| 17 \| \| 10—14 \| 12 \| \| \| 13 \| \| 5—9 \| 12 \| \| \| 10 \| \| 0—4 \| 10 \| \| \| 10 \| \| Просек : \| 14 \| \| \| 1 \| |    |  |  |    |
| |    |  |  |    |
| | м  |  |  | ж  |
| ? | 6  |  |  | 5  |
| 80+ | 10 |  |  | 5  |
| 75—79 | 9  |  |  | 10 |
| 70—74 | 8  |  |  | 11 |
| 65—69 | 13 |  |  | 10 |
| 60—64 | 9  |  |  | 21 |
| 55—59 | 9  |  |  | 14 |
| 50—54 | 12 |  |  | 11 |
| 45—49 | 20 |  |  | 18 |
| 40—44 | 15 |  |  | 14 |
| 35—39 | 9  |  |  | 12 |
| 30—34 | 12 |  |  | 14 |
| 25—29 | 8  |  |  | 8  |
| 20—24 | 12 |  |  | 9  |
| 15—19 | 18 |  |  | 17 |
| 10—14 | 12 |  |  | 13 |
| 5—9 | 12 |  |  | 10 |
| 0—4 | 10 |  |  | 10 |
| Просек : | 14 |  |  | 1  |

| Број домаћинстава према пописима из периода 1948—2003. | Број домаћинстава према пописима из периода 1948—2003. | Број домаћинстава према пописима из периода 1948—2003. | Број домаћинстава према пописима из периода 1948—2003. | Број домаћинстава према пописима из периода 1948—2003. | Број домаћинстава према пописима из периода 1948—2003. | Број домаћинстава према пописима из периода 1948—2003. | Број домаћинстава према пописима из периода 1948—2003. |
| Година пописа                                          | 1948.                                                  | 1953.                                                  | 1961.                                                  | 1971.                                                  | 1981.                                                  | 1991.                                                  | 2003.                                                  |
| ------------------------------------------------------ | ------------------------------------------------------ | ------------------------------------------------------ | ------------------------------------------------------ | ------------------------------------------------------ | ------------------------------------------------------ | ------------------------------------------------------ | ------------------------------------------------------ |
| Број домаћинстава                                      | 127                                                    | 125                                                    | 129                                                    | 132                                                    | 140                                                    | 144                                                    | 142                                                    |

| Број домаћинстава по броју чланова према попису из 2003. | Број домаћинстава по броју чланова према попису из 2003. | Број домаћинстава по броју чланова према попису из 2003. | Број домаћинстава по броју чланова према попису из 2003. | Број домаћинстава по броју чланова према попису из 2003. | Број домаћинстава по броју чланова према попису из 2003. | Број домаћинстава по броју чланова према попису из 2003. | Број домаћинстава по броју чланова према попису из 2003. | Број домаћинстава по броју чланова према попису из 2003. | Број домаћинстава по броју чланова према попису из 2003. | Број домаћинстава по броју чланова према попису из 2003. | Број домаћинстава по броју чланова према попису из 2003. |
| Број чланова                                             | 1                                                        | 2                                                        | 3                                                        | 4                                                        | 5                                                        | 6                                                        | 7                                                        | 8                                                        | 9                                                        | 10 и више                                                | Просек                                                   |
| -------------------------------------------------------- | -------------------------------------------------------- | -------------------------------------------------------- | -------------------------------------------------------- | -------------------------------------------------------- | -------------------------------------------------------- | -------------------------------------------------------- | -------------------------------------------------------- | -------------------------------------------------------- | -------------------------------------------------------- | -------------------------------------------------------- | -------------------------------------------------------- |
| Број домаћинстава                                        | 115                                                      | 17                                                       | 21                                                       | 18                                                       | 22                                                       | 20                                                       | 12                                                       | 1                                                        | 2                                                        | 1                                                        | 1                                                        |

| Пол    | Укупно | Неожењен/Неудата | Ожењен/Удата | Удовац/Удовица | Разведен/Разведена | Непознато |
| ------ | ------ | ---------------- | ------------ | -------------- | ------------------ | --------- |
| Мушки  | 170    | 45               | 116          | 9              | 0                  | 0         |
| Женски | 179    | 27               | 121          | 31             | 0                  | 0         |
| УКУПНО | 349    | 72               | 237          | 40             | 0                  | 0         |

| Пол    | Укупно                    | Пољопривреда, лов и шумарство | Рибарство                            | Вађење руде и камена | Прерађивачка индустрија       |
| ------ | ------------------------- | ----------------------------- | ------------------------------------ | -------------------- | ----------------------------- |
| Мушки  | 63                        | 12                            | 0                                    | 1                    | 1                             |
| Женски | 18                        | 13                            | 0                                    | 0                    | 0                             |
| Укупно | 81                        | 25                            | 0                                    | 1                    | 1                             |
|        |                           |                               |                                      |                      |                               |
| Пол    | Производња и снабдевање   | Грађевинарство                | Трговина                             | Хотели и ресторани   | Саобраћај, складиштење и везе |
| Мушки  | 1                         | 4                             | 2                                    | 1                    | 19                            |
| Женски | 0                         | 0                             | 0                                    | 0                    | 1                             |
| Укупно | 1                         | 4                             | 2                                    | 1                    | 20                            |
|        |                           |                               |                                      |                      |                               |
| Пол    | Финансијско посредовање   | Некретнине                    | Државна управа и одбрана             | Образовање           | Здравствени и социјални рад   |
| Мушки  | 0                         | 0                             | 2                                    | 6                    | 1                             |
| Женски | 0                         | 0                             | 0                                    | 2                    | 0                             |
| Укупно | 0                         | 0                             | 2                                    | 8                    | 1                             |
|        |                           |                               |                                      |                      |                               |
| Пол    | Остале услужне активности | Приватна домаћинства          | Екстериторијалне организације и тела | Непознато            | Непознато                     |
| Мушки  | 3                         | 0                             | 0                                    | 10                   | 10                            |
| Женски | 0                         | 0                             | 0                                    | 2                    | 2                             |
| Укупно | 3                         | 0                             | 0                                    | 12                   | 12                            |